# Liparetrus armstrongi
Liparetrus armstrongi är en skalbaggsart som beskrevs av Britton 1980. Liparetrus armstrongi ingår i släktet Liparetrus och familjen Melolonthidae. Inga underarter finns listade i Catalogue of Life.